# Reformierte Presse
Die Reformierte Presse war eine schweizerische Wochenzeitung.

## Zeitung
Die Reformierte Presse bezeichnete sich in ihrem Untertitel als «Wochenzeitung der reformierten Kirchen». Hauptsächliche Inhalte waren Nachrichten, Kommentare und Themenbeiträge zum Schweizer Protestantismus sowie dessen religiöses und gesellschaftliches Umfeld. Das Feuilleton bot neben Besprechungen theologischer Fachliteratur auch regelmässig Film- und Medienkritiken. Die Zeitung wurde herausgegeben von den Reformierten Medien, einer Organisation der evangelisch-reformierten Kirchen der deutschsprachigen Schweiz mit Sitz in Zürich. Chefredaktor war zuletzt Fabian Kramer.
Hauptzielgruppen der Reformierten Presse waren Pfarrerinnen und Pfarrer, weitere Angestellte und Behördenmitglieder der Kirchen sowie ein Publikum mit starkem, vorwiegend beruflichem Interesse an kirchlichen und theologischen Themen. Die Auflage belief sich auf 3'200 bis 3'500 Exemplare, je nach Ausgabe (Zahlen 2014). Die Reformierte Presse war eine abonnierte Zeitung. Ihre fünfköpfige Redaktion arbeitete auf der Basis eines Redaktionsstatuts und war im Rahmen eines generellen Auftrags journalistisch unabhängig. Dieser Auftrag verpflichtete die Reformierte Presse, über Aktualitäten und Themen der Kirchen zu informieren sowie dem Meinungsaustausch im Gebiet von Theologie, Kirche, Religion, Ethik und Gesellschaft Raum zu geben.
Ende 2015 stellte die Reformierte Presse das Erscheinen ein; sie wurde durch das Magazin bref ersetzt.

## Erscheinungsverlauf
Die Reformierte Presse war Nachfolgepublikation folgender Titel:
- Kirchenblatt für die reformierte Schweiz. Reinhardt, Basel 1844; 1845–1868; 1886–1928; 1929–1986, ZDB-ID 516795-4
- Volksblatt für die reformierte Kirche der Schweiz. Bern 1869–1885, ZDB-ID 516796-6
- Der Protestant. 1897–
- Evangelischer Pressedienst EPD. 1927–
- Reformiertes Forum. Reinhardt, Basel, 1987; 1988–1996, ZDB-ID 896110-4